# Naum Akimowitsch Senjawin
Naum Akimowitsch Senjawin (russisch Наум Акимович Сенявин;  * ca. 1680; † 4. Juni 1738) war seit 1727 ein Vizeadmiral der Kaiserlich Russischen Marine und Kommandeur im Großen Nordischen Krieg.

## Leben
Naum Senjawin begann seine militärische Laufbahn als Soldat des Preobraschenskiregiments im Jahre 1698. Bald wurde er ein Seemann, trat der Baltischen Flotte bei und wurde dann in den Rang eines Unteroffiziers befördert. Senjawin zeichnete sich während des Großen Nordischen Kriegs aus. Im Jahr 1713 wurde er zum Kommandanten eines Kriegsschiffes ernannt. Als Kommandeur eines Flottengeschwaders kaperte Senjawin drei schwedische Schiffe während des Seegefechts bei Ösel im Jahre 1719. 1721 wurde er Mitglied des Admiralitätskollegiums (Адмиралтейств-коллегия). Zwischen 1728 und 1732 befahl Senjawin eine Galeerenflotte. Im September 1737 wurde er zum Kommandeur der Dnjepr-Flottille während des russisch-türkischen Krieges von 1735 bis 1739 ernannt.